# Хоростец
Хоростец (укр. Хоростець) — село в Зборовской городской общине Тернопольского района Тернопольской области Украины.
Код КОАТУУ — 6123080202. Население по переписи 2001 года составляло 267 человек.
До 2020 года входило в Козовский район.

## Географическое положение
Село Хоростец находится ы 1-м км от правого берега реки Стрыпа,
выше по течению на расстоянии в 2 км расположено село Калиновка,
ниже по течению на расстоянии в 3,5 км расположено село Глинная,
на противоположном берегу — село Красное.

## История
- 1445 год — дата основания.

## Объекты социальной сферы
- Школа I ст.
- Фельдшерско-акушерский пункт.